# Eurema nicevillei
Eurema nicevillei is een vlindersoort uit de familie van de Pieridae (witjes), onderfamilie Coliadinae.
Eurema nicevillei werd in 1898 beschreven door Butler.